# Pisma Ojców Kościoła
Pisma Ojców Kościoła – seria źródeł dotyczących antyku chrześcijańskiego ukazująca się w Poznaniu w latach 1924-1971 nakładem Wydawnictwa Uniwersyteckiego a następnie Księgarni św. Wojciecha. Jej redaktorem był bizantynolog Jan Sajdak. Seria miała stanowić odpowiednik niemieckiej "Bibliothek der Kircheväter".

## Tomy wydane w ramach serii
- Pisma Ojców Apostolskich: Nauka Dwunastu Apostołów, List Barnaby, I-II List Klemensa Rzymskiego do Koryntian, Listy św. Ignacego Antiocheńskiego, List św. Polikarpa do Filipensów, Pasterz Hermasa, z greckiego tłum. oraz wstępami i objaśnieniami opatrzył Arkadiusz Lisiecki, Poznań 1924.
- Minucjusz Feliks, Oktawiusz, z łaciny tłum. oraz wstępem i objaśnieniami opatrzył Jan Sajdak, Poznań 1925. Reprint: Poznan: Wydział Teologiczny UAM 2002.
- Euzebiusz z Cezarei, Historia kościelna, O męczennikach palestyńskich, z greckiego tłum. oraz wstępem i objaśnieniami opatrzył Arkadiusz Lisiecki, Poznań: Fiszer i Majewski Księgarnia Uniwersytecka 1924. Reprint: Kraków: WAM 1993.
- Justyn Męczennik, Apologia, Dialog z Żydem Tryfonem, z greckiego tłum. oraz wstępem i objaśnieniami opatrzył Arkadiusz Lisiecki, Poznań: Fiszer i Majewski Księgarnia Uniwersytecka 1926.
- Boecjusz, O pociechach filozofii. Traktaty teologiczne (O Trójcy Świętej, Czy Ojciec, Syn i Duch Święty substancjalnie o bóstwie się orzekają, W jaki sposób substancje są dobre?, O osobie i dwóch naturach przeciwko Eutychesowi i Nestoriuszowi), z łaciny tłum. oraz wstępem i objaśnieniami opatrzył Tadeusz Jachimowski, Poznań: Fiszer i Majewski Księgarnia Uniwersytecka 1926.
- Jan Kasjan, Rozmów dwadzieścia cztery, (t. 6: Rozmowa I-X, t. 7: Rozmowa XI-XXIV), t. 1-2, z łaciny tłum. oraz wstępem i objaśnieniami opatrzył Ludwik Wrzoł, Poznań: Fiszer i Majewski Księgarnia Uniwersytecka 1928-1929.
- Św. Wincenty z Lerynu, Pamiętnik, z łaciny tłum. oraz wstępem i objaśnieniami opatrzył Jan Stahr, Poznań: Fiszer i Majewski Księgarnia Uniwersytecka 1928. Reprint: Poznań: Wydział Teologiczny UAM 2002.
- Św. Augustyn z Hippony, Wyznania, z łaciny tłum. oraz wstępem i komentarzem opatrzył Jan Czuj, Poznań: Fiszer i Majewski Księgarnia Uniwersytecka 1929.
- Św. Augustyn z Hippony, Pisma katechetyczne (Początkowe nauczanie katechizmu, Mowa o Symbolu do katechumenów, Wiara, nadzieja i miłość, Wiara i uczynki, Chrześcijańska walka), z łaciny tłum. oraz wstępami i komentarzami opatrzył Władysław Budzik, Poznań: Fiszer i Majewski Księgarnia Uniwersytecka 1929.
- Św. Augustyn z Hippony, Państwo Boże (t.11: Wstęp i księgi I-VII, t.12: Księgi VIII-XIV t.13: Księgi XV-XXII), t. 1-3, z łaciny tłum. oraz wstępem i objaśnieniami opatrzył Władysław Kubicki, Poznań: Fiszer i Majewski Księgarnia Uniwersytecka 1930-1934-1937.
- Wiktor z Wity, Dzieje prześladowania Kościoła w Afryce przez Wandalów, z łaciny tłum. oraz wstępem i komentarzem opatrzył Jan Czuj, Poznań: Fiszer i Majewski Księgarnia Uniwersytecka 1930.
- Św. Grzegorz z Nazjanzu, Listy, w dodatku: Testament św. Grzegorza z Nazjanzu oraz XIV i LXXI List św. Bazylego do Grzegorza, z greckiego tłum. oraz wstępem i objaśnieniami opatrzył Jan Stahr, Poznań: Fiszer i Majewski Księgarnia Uniwersytecka 1933.
- Laktancjusz, Pisma wybrane (Jak umierali prześladowcy; Epitome; O gniewie Boga), z łaciny tłum. oraz wstępami i komentarzem opatrzył Jan Czuj, Poznań: Fiszer i Majewski Księgarnia Uniwersytecka 1933.
- Św. Leon Wielki, Kazania wybrane (XXIV), z łaciny tłum. oraz wstępem i komentarzem opatrzył Jan Czuj, Poznań 1936.
- Apologeci greccy II wieku: List do Diogneta; św. Teofil, Do Autolyka; Hermiasz, Szydzenie z filozofów pogańskich, z greckiego tłum. oraz wstępami i komentarzem opatrzył Jan Czuj, Poznań: Fiszer i Majewski Księgarnia Uniwersytecka 1935.
- Św. Cyprian, Pisma, t.1: Traktaty (Do Donata, Że bałwany nie są bogami, Do Kwiryna, O stroju dziewic, O jedności Kościoła katolickiego, O upadłych, O Modlitwie Pańskiej, O śmiertelności, Do Fortunata, Do Demetriana, O uczynku i jałmużnach, O pożytku cierpliwości, O zazdrości i zawiści, Zadania biskupów, O chrzcie heretyków), z łaciny tłum. oraz wstępami i komentarzem opatrzył Jan Czuj, Poznań: Fiszer i Majewski Księgarnia Uniwersytecka 1937.
- Tertulian, Apologetyk, z łaciny tłum. oraz wstępem i objaśnieniami opatrzył Jan Sajdak, Poznań 1947.
- Św. Ambroży, Mowy (O życiu brata Satyra, O wierze zmartwychwstania, Pocieszenie na zgon Walentyniana, Mowa na zgon Teodozjusza, Przemówienie w Bazylice Porcjańskiej, Mowa przeciw Auksencjuszowi w sprawie wydania bazylik, Przemówienie na przeniesienie relikwii św. Gerwazego i Protazego, I-II Mowa wobec Teodozjusza w sprawie spalonej synagogi), z łaciny tłum. oraz wstępami i komentarzem opatrzył Jan Czuj, Poznań 1939.
- Św. Grzegorz Wielki, Księga reguły pasterskiej, z łaciny tłum. oraz wstępem opatrzył Jan Czuj, Poznań: Księgarnia Św. Wojciecha 1948.
- Św. Jan Chryzostom, O kapłaństwie, z greckiego tłum. oraz wstępem i objaśnieniami opatrzył Wojciech Kania, Poznań: Księgarnia Św. Wojciecha 1949.
- Św. Leon Wielki, Mowy (96), z łaciny tłum. oraz wstępem i objaśnieniami opatrzył Kazimierz Tomczak, Poznań: Księgarnia Św. Wojciecha  1958.
- Św. Augustyn z Hippony, O Trójcy Świętej, z łaciny tłum. Maria Stokowska, wstępem i komentarzem opatrzył Jan Maria Szymusiak, Poznań 1963. Reprint - Kraków: Znak 1996.
- Św. Ambroży, Wybór pism dogmatycznych (Wyjaśnienie Symbolu, Misteria, Sakramenty, Wykład Ewangelii według św. Łukasza (fragmenty), Tajemnica Wcielenia Pańskiego), z łaciny tłum. oraz wstępami i komentarzami opatrzyli Ludwik Gładyszewski i Szczepan Pieszczoch, Poznań: Księgarnia Św. Wojciecha 1970.
- Św. Augustyn z Hippony, Traktaty o łasce (Łaska a wolna wola, Nagana a łaska, Przeznaczenie świętych, Dar wytrwania), z łaciny tłum. oraz wstępami i komentarzem opatrzył Wacław Eborowicz, Poznań: Księgarnia Św. Wojciecha  1971.